# Klosterstern (Hamburgs tunnelbana)
Klosterstern är en tunnelbanestation i stadsdelen Harvestehude, norr om centrala Hamburg. Stationen öppnade 1929 och har kvar sin gamla utformning. Den trafikeras av tunnelbanans linje U1 och är uppkallad efter platsen Klosterstern som ligger ovanför stationen.

## Bilder

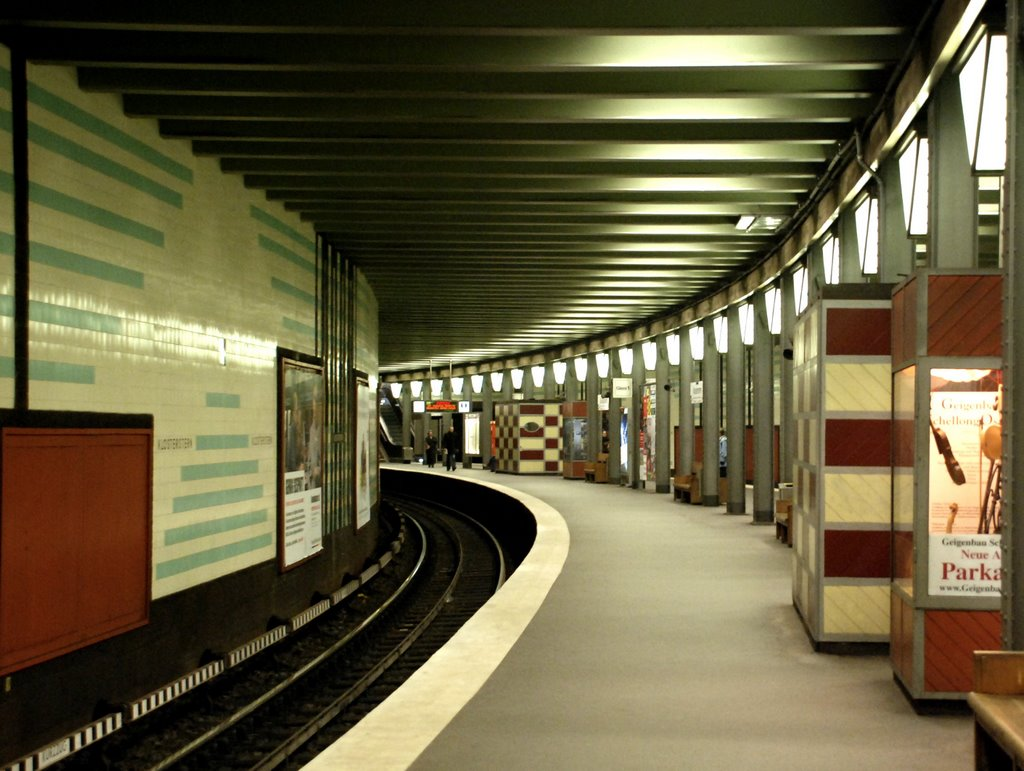
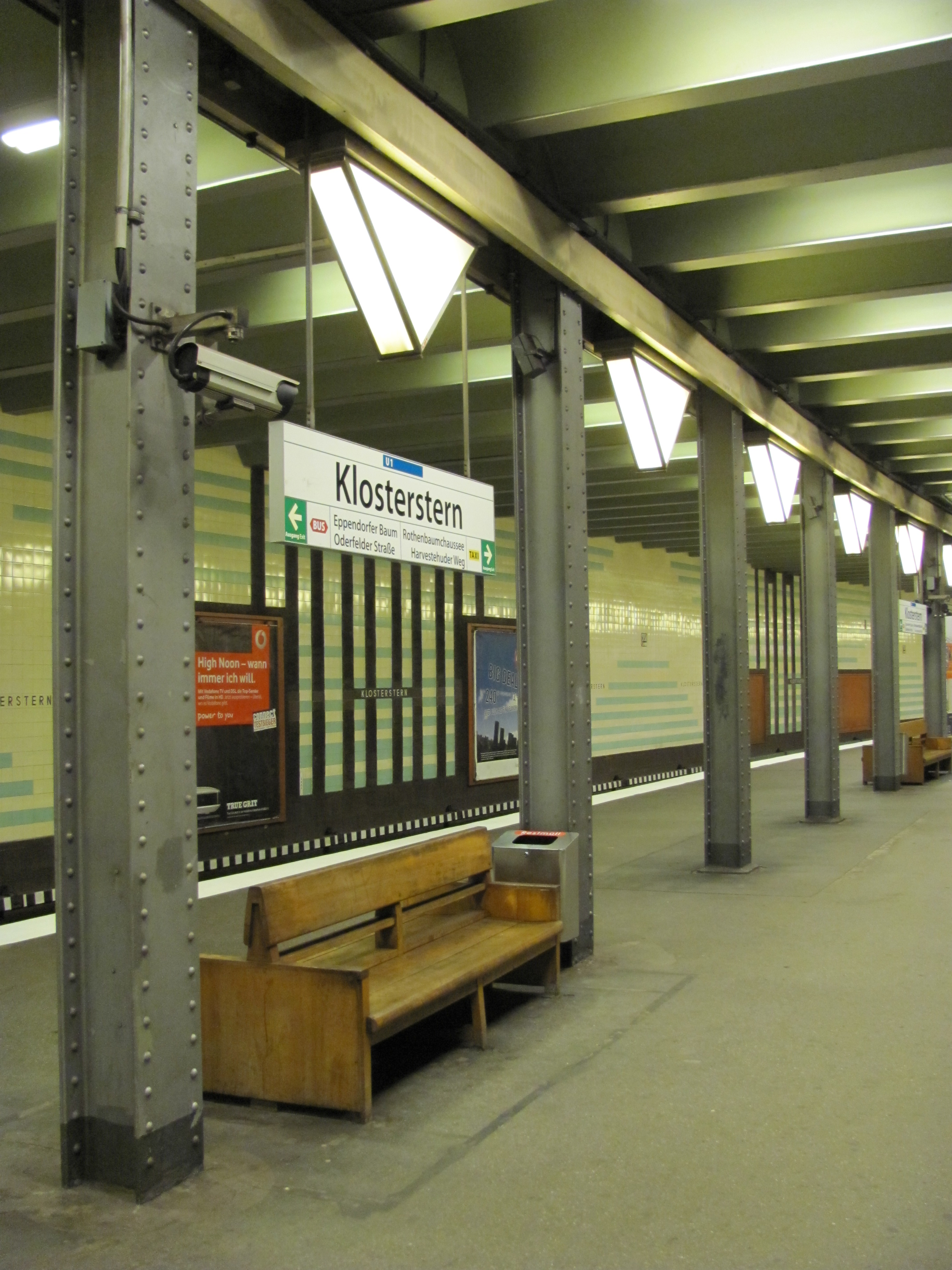
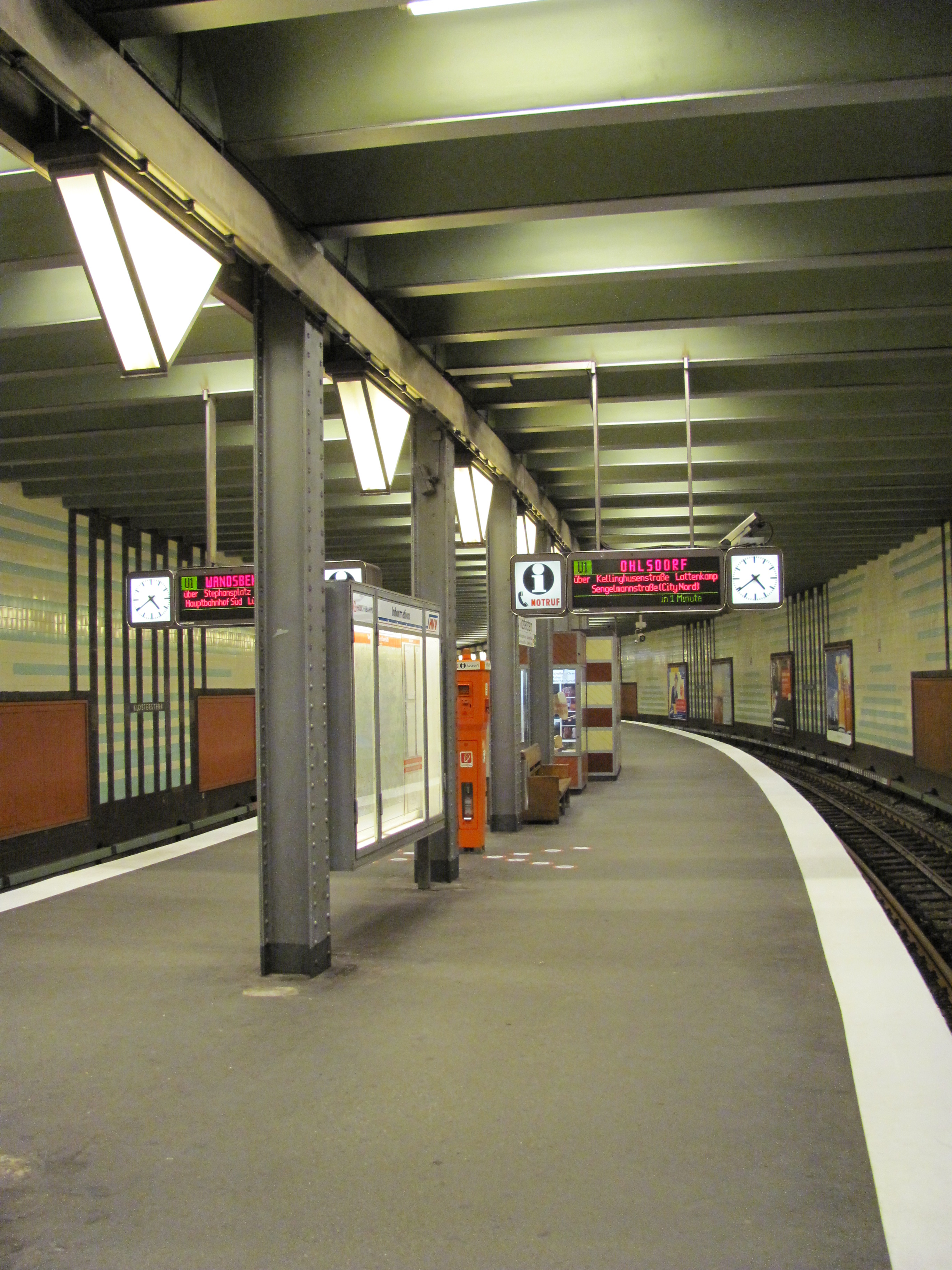
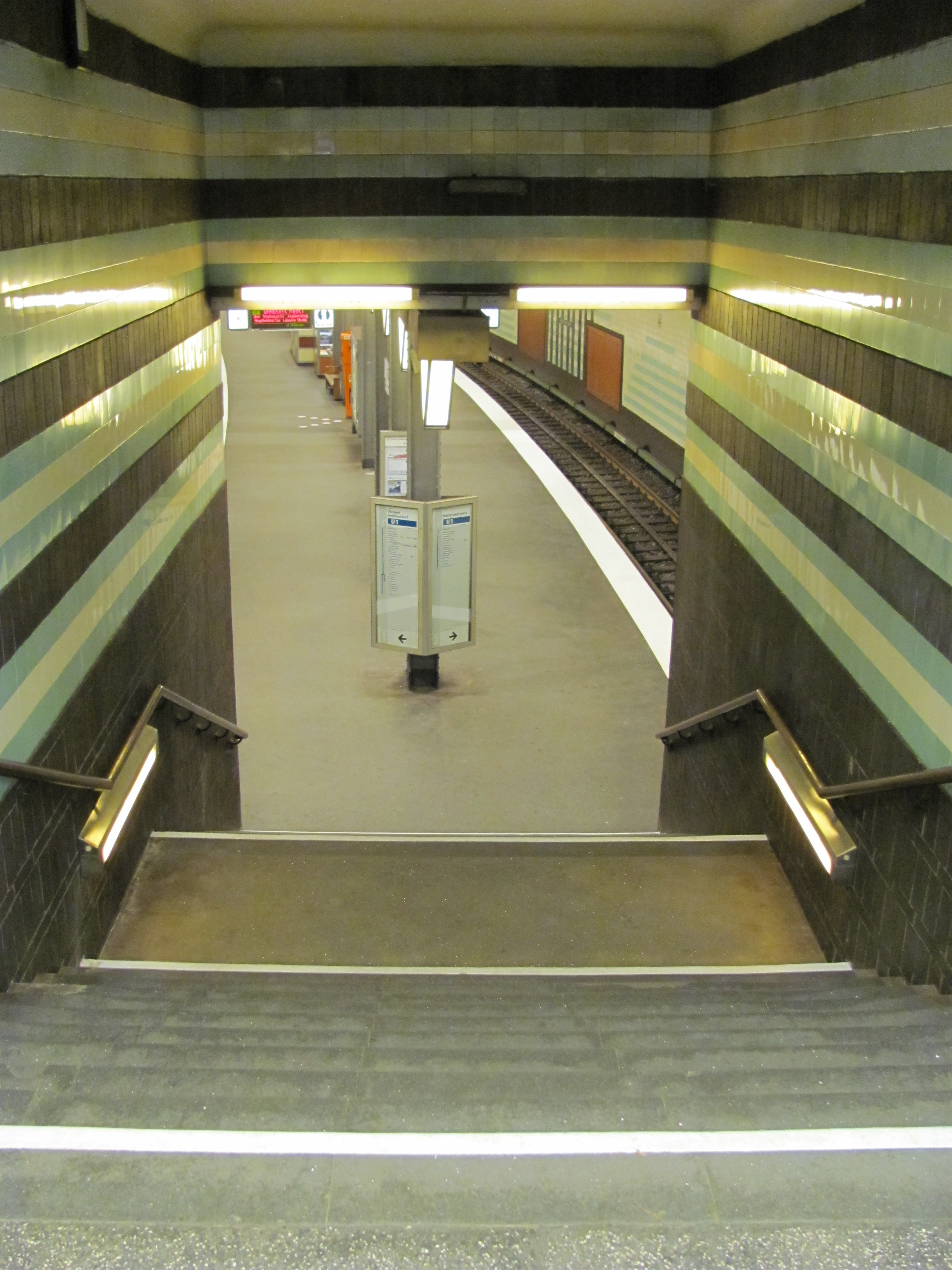